# Мали Јовановац
Мали Јовановац (раније Ћопин чифлик) је насеље Града Пирота у Пиротском округу. Према попису из 2022. има 96 становника (према попису из 2002. било је 144 становника). Поред села протиче река Нишава, која га одваја од Великог Села.

## Историјат
Мали Јовановац се налази на самој левој обали Нишаве, око 8 км југоисточно од Пирота, са којим је повезан асфалтним путем, а од аутопута Београд-Софија и железничке пруге далеко је око 2 км. Асфалтним путевима је повезан и са свим околним селима. До железничке постаје: 2,5 км, а до аутопута 2 км.
О постанку и имену села легенда каже: Ћопав Турчин бил, његов чивлик бил, по њега смо Ћопин Чивлик. А име на селото је било Петкожање, биле пет куће и износили на крс пет јаганци на Џурџовдьн и пет коже. (Петровка Ћирић, 1921). О черкеском селу и Черкезима као најближим опасним суседима, и о пресељењу Великог Села, говори друга легенда: Големи Чивлик је бил у Селиште, преко Нишаву, има бунар. И Черћези там доодили, пљачкали, правили резил, па сьв бакь´ р натура народ у тија бунар и одсели се, побегне од њи( Олга Панајотовић, 1926) .
Налази се у плодној равници, погодној за стрнине, поврће и воће а на рубу атара има виногорје. Тржни вишкови су пшеница, кукуруз, млеко, сир, товљена јунад, свиње, паприка, парадајз, грожђе, вино, ракија. Услови су повољни за говедарство и свињарство а оваца готово и нема.
Атар нема јасну границу са Крупцем, Великим Селом и Великим Јовановцем и са Трњаном. Готово сва домаћинства покривају све своје потребе у храни на свом поседу па је био незнатан број печалбара (циглари, грнчари).
Воденице на Нишави, низводно: Кусувранска (4 камена), Ђоргова (4), Тарапонтина / Гарина (8), Перћина (8) и Крупь´чка (5), а на Венеговској бари, низводно: Донина и Стоина, покривале су потребе и Малог Јовановца и околних села, па и шире околине (Камика, Беровице, Петровца). Имали су своје занатлије: коваче, поткиваче, столаре, бачваре, ћурчије, кројаче, који су радили за потребе и свога села и околних села.
Село има продавницу и водовод. Сеоску чесму није никада имало, коришћени су бунари. Свака фамилија има бунар. Школа је заједничка са Великим Селом, а у цркву иду у Крупац.

## Демографија
У насељу Мали Јовановац живи 118 пунолетних становника, а просечна старост становништва износи 47,7 година (45,8 код мушкараца и 49,7 код жена). У насељу има 53 домаћинства, а просечан број чланова по домаћинству је 2,72.
Ово насеље је великим делом насељено Србима (према попису из 2002. године), а у последња три пописа, примећен је пад у броју становника.
|  |

| Демографија | Демографија | Демографија |
| Година      | Становника  | Становника  |
| ----------- | ----------- | ----------- |
| 1948.       | 352         |             |
| 1953.       | 323         |             |
| 1961.       | 267         |             |
| 1971.       | 233         |             |
| 1981.       | 180         |             |
| 1991.       | 155         | 155         |
| 2002.       | 144         | 152         |

| Етнички састав према попису из 2002.‍ | Етнички састав према попису из 2002.‍ | Етнички састав према попису из 2002.‍ | Етнички састав према попису из 2002.‍ | Етнички састав према попису из 2002.‍ |
| ------------------------------------ | ------------------------------------ | ------------------------------------ | ------------------------------------ | ------------------------------------ |
|                                      |                                      |                                      |                                      |                                      |
| Срби                                 | Срби                                 |                                      | 137                                  | 95,13%                               |
| Роми                                 | Роми                                 |                                      | 6                                    | 4,16%                                |
| Југословени                          | Југословени                          |                                      | 1                                    | 0,69%                                |
| непознато                            | непознато                            |                                      | 0                                    | 0,0%                                 |

| Година пописа     | 1948. | 1953. | 1961. | 1971. | 1981. | 1991. | 2002. |
| ----------------- | ----- | ----- | ----- | ----- | ----- | ----- | ----- |
| Број домаћинстава | 61    | 67    | 66    | 64    | 60    | 55    | 53    |

| Број чланова      | 1  | 2  | 3 | 4 | 5 | 6 | 7 | 8 | 9 | 10 и више | Просек |
| ----------------- | -- | -- | - | - | - | - | - | - | - | --------- | ------ |
| Број домаћинстава | 10 | 23 | 4 | 8 | 5 | 2 | 1 | 0 | 0 | 0         | 2,72   |

| Пол    | Укупно | Неожењен/Неудата | Ожењен/Удата | Удовац/Удовица | Разведен/Разведена | Непознато |
| ------ | ------ | ---------------- | ------------ | -------------- | ------------------ | --------- |
| Мушки  | 59     | 8                | 45           | 5              | 1                  | 0         |
| Женски | 60     | 2                | 44           | 12             | 2                  | 0         |
| УКУПНО | 119    | 10               | 89           | 17             | 3                  | 0         |

| Пол    | Укупно                    | Пољопривреда, лов и шумарство | Рибарство                            | Вађење руде и камена | Прерађивачка индустрија       |
| ------ | ------------------------- | ----------------------------- | ------------------------------------ | -------------------- | ----------------------------- |
| Мушки  | 21                        | 2                             | 0                                    | 0                    | 9                             |
| Женски | 9                         | 1                             | 0                                    | 0                    | 7                             |
| УКУПНО | 30                        | 3                             | 0                                    | 0                    | 16                            |
| Пол    | Производња и снабдевање   | Грађевинарство                | Трговина                             | Хотели и ресторани   | Саобраћај, складиштење и везе |
| Мушки  | 0                         | 1                             | 1                                    | 0                    | 0                             |
| Женски | 0                         | 0                             | 0                                    | 0                    | 0                             |
| УКУПНО | 0                         | 1                             | 1                                    | 0                    | 0                             |
| Пол    | Финансијско посредовање   | Некретнине                    | Државна управа и одбрана             | Образовање           | Здравствени и социјални рад   |
| Мушки  | 0                         | 0                             | 3                                    | 0                    | 0                             |
| Женски | 0                         | 0                             | 0                                    | 0                    | 0                             |
| УКУПНО | 0                         | 0                             | 3                                    | 0                    | 0                             |
| Пол    | Остале услужне активности | Приватна домаћинства          | Екстериторијалне организације и тела | Непознато            | Непознато                     |
| Мушки  | 0                         | 0                             | 0                                    | 5                    | 5                             |
| Женски | 0                         | 0                             | 0                                    | 1                    | 1                             |
| УКУПНО | 0                         | 0                             | 0                                    | 6                    | 6                             |